# Залеман, Карл Германович
Карл Германович (Генрихович) За́леман (нем. Karl Gustav Hermann Salemann; 28 декабря 1849 [9 января 1850] — 30 ноября [13 декабря] 1916) — российский филолог-иранист остзейского происхождения, специалист по истории и филологии среднеперсидского и согдийского языков, музейный работник. Академик Петербургской академии наук (1895), директор Азиатского музея Академии наук (1890—1916), тайный советник (1908).

## Биография
По национальности — балтийский немец, родился в Ревеле 28 декабря 1849 (9 января 1850) года. В 1859—1867 года учился в Домской школе .
С 1867 года учился на восточном факультете Санкт-Петербургского университета, где слушал лекции по двум разрядам: арабско-турецко-персидскому и санскрито-персидскому. В 1871 году окончил университет со степенью кандидата. В 1875 году защитил диссертацию «Четверостишия Хакани» и получил степень магистра персидской словесности и должность приват-доцента. С 24 ноября 1875 года был помощником университетского библиотекаря, с 1879 по 1890 год — библиотекарем.
С 1876 года до конца жизни Залеман читал лекции по зендской и пехлевийской словесности на Восточном факультете.
В 1882 году был принят в Императорское Русское археологическое общество.
В 1886 году избран адъюнктом Петербургской академии наук по литературе и истории азиатских народов, 4 ноября 1889 — экстраординарным академиком, 4 февраля 1895 года — академиком.
С 1890 года до конца жизни был директором Азиатского музея. В этой должности он занимался, помимо прочего, расширением библиотеки музея и его собрания рукописей, периодически публиковал описания новоприобретённых рукописей и составлял каталог литературы. Также, в 1890 году стал библиотекарем II-го отделения библиотеки Академии наук.
В 1896 году был произведён в действительные статские советники, в 1908 году в тайные советники. Был награждён орденами Св. Владимира 3-й степени (1898), Св. Станислава 1-й степени (1901), Св. Анны 1-й степени (1905), а также иностранным орденом бухарской Золотой звезды.
В 1902 году стал почётным профессором Гисенского университета, в 1903 году — членом Русского комитета для изучения Средней и Восточной Азии, в 1904 году — членом-корреспондентом Венгерской академии наук, в 1908 году — почётным членом Королевского азиатского общества.
Умер в Петрограде 30 ноября (13 декабря) 1916 года.

## Научная деятельность
Работы Карла 3алемана посвящены персидской филологии и исследованиям среднеиранских языков — пехлеви и согдийского, осетинского и языков Памира (шугнанского и ягнобского). Исследовал среднеперсидские манихейские памятники, что позволило установить фонетическую систему среднеперсидского языка сасанидского периода. Издал с комментариями тексты, найденные в начале XX века на территории Синьцзяна (серия «Манихейские этюды», 1908). 
Основные труды:
- «Ueber eine Parsenhandschrift der K. Oeffentl. Bibliothek zu St. Petersburg» («Travaux de la 3-е session du Congrès international des Orientalistes», т. II, Лейден, 1879);
- «Mittelpersische Studien» («Bulletin de l’Académie», 1886);
- «Scham-si-Fachrii lexicon Persicum» (Казань, 1887);
- «Bericht über die Ausgabe des Mi’jar i Jamali» («Bulletin de l’Académie», 1888);
- «Persische Grammatik mit Litteratur, Chrestomathie und Glossar» (совместно с В. Жуковским; Лейпциг, 1889);
- «Краткая грамматика новоперсидского языка, с приложением метрики и библиографии» (совместно с В. Жуковским; Санкт-Петербург, 1890);
- «Noch einmal die Seldschukischen Verse» («Bulletin de l’Académie», 1890)
- Среднеперсидский язык (1902)